# Resolució 1826 del Consell de Seguretat de les Nacions Unides
La Resolució 1826 del Consell de Seguretat de les Nacions Unides fou adoptada per unanimitat el 29 de juliol de 2008. Observant la situació a Costa d'Ivori, el Consell ha decidit ampliar el mandat de l'Operació de les Nacions Unides a Costa d'Ivori (UNOCI) fins al 31 de gener de 2009 per ajudar a establir eleccions lliures i imparcials convocades a la darreria de novembre, i subratlla la importància del suport continuat de la comunitat internacional per ajudar el país de l'Àfrica occidental a consolidar sistemes i processos electorals.

## Detalls
El Consell va expressar la seva intenció de revisar, a més tard el 31 de gener, els mandats de la UNOCI i la seva unitat de suport francesa, així com els nivells de tropes de la Missió, a la llum dels progressos realitzats en la implementació dels passos clau de la pau i els processos electorals. Demana al Secretari General, Ban Ki-moon, que proporcioni un informe al respecte tres setmanes abans d'aquesta data, inclosos els punts de referència per a una possible eliminació gradual dels nivells de tropes de la UNOCI, «tenint en compte el procés electoral i la situació sobre el terreny, i en particular les condicions de seguretat».
El Consell va «encoratjar» les forces de defensa i seguretat de Costa d'Ivori i les Forces Nouvelles a desenvolupar conjuntament un pla integral per a la seguretat de les eleccions, en estreta coordinació amb el president Blaise Compaoré de Burkina Faso, facilitador del Diàleg Inter-ivorià, amb el suport tècnic i logístic de la UNOCI i les forces franceses.
El Consell va instar els partits polítics de Costa d'Ivori a complir plenament el Codi de bona conducta per a les eleccions, que van signar sota els auspicis del secretari general, i les autoritats de Costa d'Ivori, en particular, a permetre l'accés equitatiu als mitjans públics de comunicació. El text també va ressaltar la importància d'assegurar la igual protecció i respecte dels drets humans a Costa d'Ivori en relació amb el sistema electoral i, en particular, l'eliminació d'obstacles i desafiaments per a la participació de les dones i la plena participació en la vida.
 (2008 - 2009)